# Songeons
Songeons is een gemeente in het Franse departement Oise (regio Hauts-de-France). De plaats maakt deel uit van het arrondissement Beauvais. Songeons telde op 1 januari 2022 939 inwoners.

## Geografie
De oppervlakte van Songeons bedroeg op 1 januari 2022 13,53 vierkante kilometer; de bevolkingsdichtheid was toen 69,4 inwoners per km².

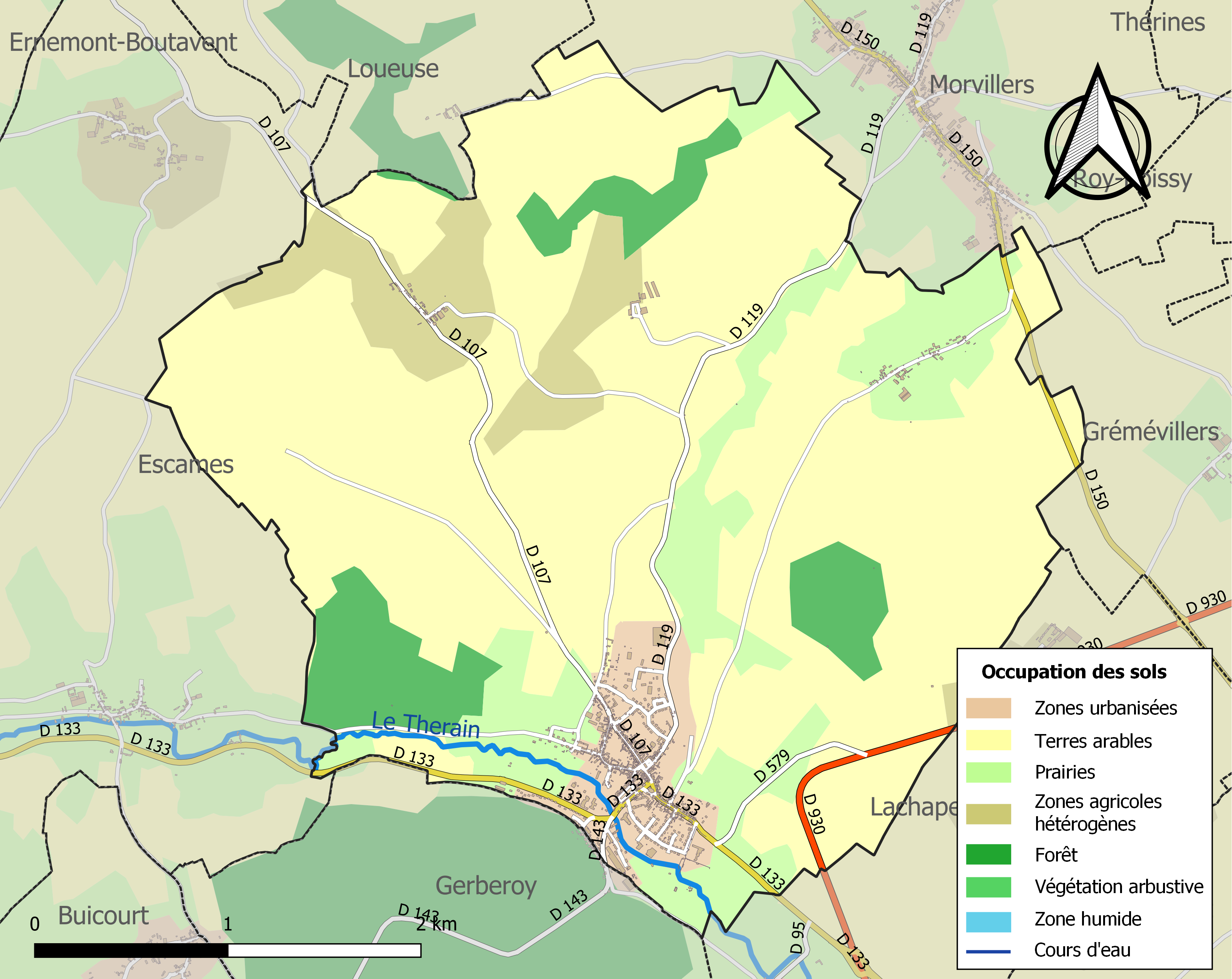
Kaart van de gemeente met belangrijkste infrastructuur, bodemgebruik en omliggende gemeenten

## Demografie
Onderstaande figuur toont het verloop van het inwonertal (bron: INSEE-tellingen).